# Альфонсо III Великий
Альфо́нсо III  (ісп. Alfonso III; бл. 848 — 20 грудня 910) — король Астурії (866—910). Представник Астурійсько-Леонської династії. Син астурійського короля Ордоньйо I. 866 року зайняв престол. Проводив реформи, спрямовані на централізацію королівської влади. В ході Реконкісти здобув ряд перемог над мусульманами, розширив володіння до Португалії, Леону та Кастилії. Розсварився із синами, внаслідок чого протягом 880—910 років у країні тривали міжусобні війни. Зазнав поразки від опозиції, зрікся престолу на користь сина Гарсії. За життя уклав «Хроніку Альфонсо III». Прізвисько — Великий (ісп. el Magno).

## Біографія
Походив з династії Астур-Леон (Альфонсес). Син Ордоньйо I, короля Астурії, та Муньї. Про молоді роки та освіту Альфонсо немає жодних відомостей. У 853 році було призначено номінальним намісником Галісії.
Він став королем у 866 році. На трон претендував також його родич герцог Фруела Бермудес, граф Луго, але гранди на чолі із графом Родріго Кастильським підтримали молодого короля. Зрештою Фруела зазнав поразки й загинув. У 867 році король придушив потужне повстання басків на чолі із графом Ейло.
У 868 році військо Альфонсо III захопило землі на узбережжі річок Мондегу й Дуеро. Того ж року наказав Вімарано Пересу заселити поселення Портукаленсе, започаткував утворення відповідного графства. У 869 році укладає союз з Памплонським королівством (майбутнє Наваррське королівство), уклавши династичні союзи: власний з Хіменою, донькою короля Гарсіа Іньїгес, сестри Леодегундії.
З 875 року довелося протидіяти наступу Омеядів на чолі з аль-Мундіром, сином еміра Мухаммеда I. У 878 році продовжив наступ на мусульманські держави, захопивши місто Коїмбру, завдавши поразки військам Мухаммеда I, еміра Кордови, у битвах при Полворарія та долині Вальдемора. Емір змушений був сплатити значну супу грошей й укласти мир на три роки. Після цього наказав графу Ґерменегільдо Гутьєрресу заселити міста Коїмбру, Візеу, Ламегу і Брагу. Водночас уклав союз з Абд-ар-Рамхманом ібн Марваном, еміром Меріди.
Король встановив в країні суворий порядок. Також побудував багато замків і церков, зміцнив Бургос і збудував на кантабрійському узбережжі неприступну фортецю Гансо для захисту від норманів. За наказом короля було створено три хроніки (Хроніка альбенденсе, Віща хроніка, Хроніка королів вестготів або Хроніка Альфонсо III), якими доводилося, що королівство Астурія є законним спадкоємцем Вестготського королівства, тим самим висувалися права на Піренейський півострів.
У 879 році емір Кордови намагався з моря захопити землі в Галісії, відправивши для цього флот. Але Альфонсо III в союзі з ібн Марваном відбив цю спробу. Після цього спільні війська завдали поразки кордовським військам у битві при горі Оксіфер (біля річки Гвадіана).
У 880 році проти нього збунтувався син Гарсія, але був приборканий і посаджений у в'язницю. Втім мати Гарсії, зумівши залучити на свою сторону двох інших братів і багатьох грандів, влаштувала змову і почала криваву усобицю. Разом з тим у 883 році остаточно відбив наступи Омеядів. У 884 році укладено остаточний мир з Кордовським еміратом. Того ж року Альфонсо III переміг повсталих синів Фруелу, Ордоньойо і Бермудо.
Між 896 та 899 роками астурійський король видав указ, за яким на місці знахідки мощей Святого Якова (в Кампостелі) була побудована невелика церква.
У 901 році Альфонсо III здобув перемогу над маврами на чолі з Абдаллою (сином еміра Абдаллаха I) та Ібн аль-Кіттом у 4-денній битві при Саморі, завдавши нищівної поразки 60-тисячному ворожому війську. Втім успіхи в правлінні не врятували його від внутрішніх проблем.
У 910 році проти нього знову повстали сини на чолі з Гарсією та грандом Муньо Нуньєсом. Альфонсо III зазнав поразки й зрікся трону, розділивши королівство між синами: Гарсія отримав Леон, Ордоньо — Галісію, а Фруела — Астурію. Незабаром після зречення Альфонсо помер.